# Molinet
Molinet település Franciaországban, Allier megyében. Lakosainak száma 1120 fő (2022. január 1.). Molinet Chassenard, Coulanges, Le Pin, Saint-Léger-sur-Vouzance, Digoin, La Motte-Saint-Jean és Saint-Agnan községekkel határos.

## Népesség
A település népességének változása:
| Lakosok száma | 1090 | 1147 | 1264 | 1172 | 1173 | 1171 | 1150 | 1142 | 1144 | 1120 |
|               | 1968 | 1982 | 1990 | 2006 | 2013 | 2015 | 2017 | 2019 | 2020 | 2022 |